# Helsingør Bymuseum

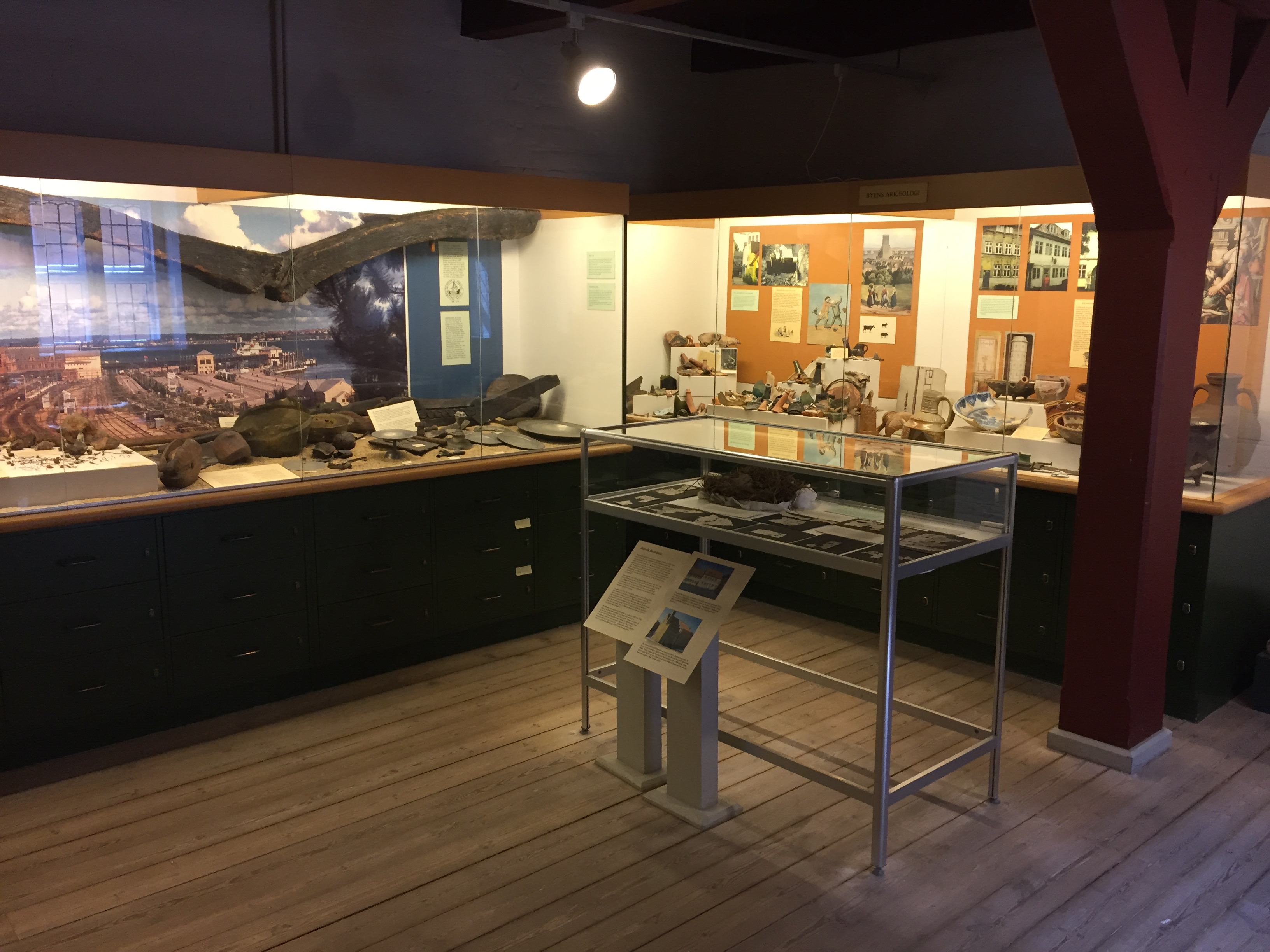
Interiör

Helsingør Bymuseum är ett danskt stadsmuseum i Helsingör. Det ligger i en byggnad från 1500-talet, som benämns Karmeliterhuset och som delvis har uppförts av karmeliterbröderna i det närbelägna Vor Frue kloster.

## Byggnaden
Karmeliterbröder uppförde 1520 den ursprungliga delen av museibyggnaden för att inrymma ett sjukhus för utländska sjömän. Byggnaden användes från 1536 och fram till början av 1900-talet bland annat som bostad.  Helsingørs Folkebibliotek disponerade byggnaden 1910–1971.

## Museet
Byggnaden har inrymt Helsingörs stadsmuseum sedan 1973. Museet visar framför allt stadens historia. Det har bland annat en stadsmodell, som visar hur Helsingör såg ut 1801. Det har också utställningar om Helsingörs guldålder, porträtt av stadens borgare och en utställning om Helsingör under den tyska ockupationen 1940–1945.
I museet finns också Helsingør Byhistoriske Arkiv. 
Helsingør Bymuseum ingår i Helsingør Kommunes Museer tillsammans med Skibsklarerergaarden, Helsingør Værftsmuseum och Marienlyst Slot.

## Bildgalleri

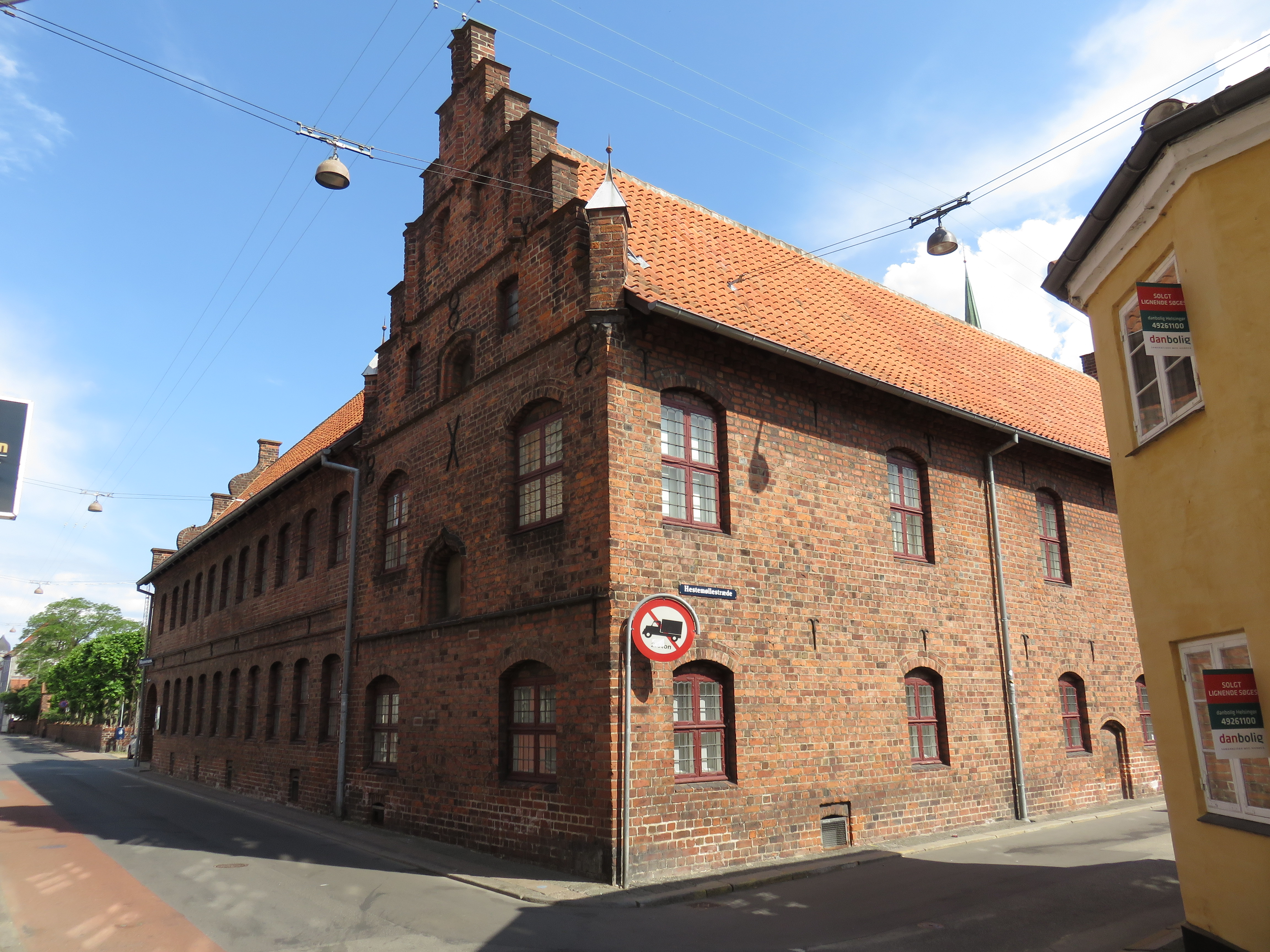
Museibyggnaden
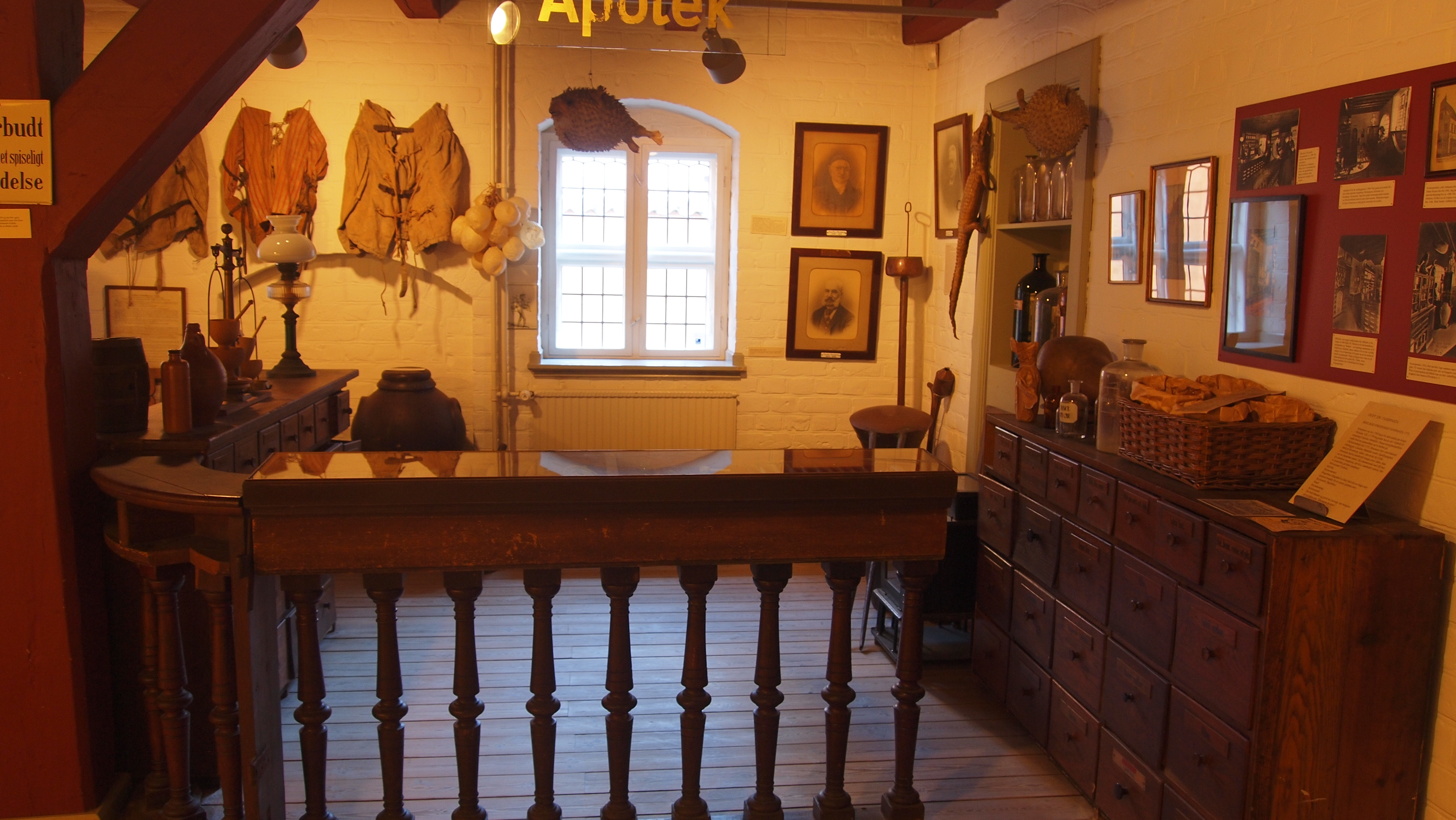
Apoteksinredning
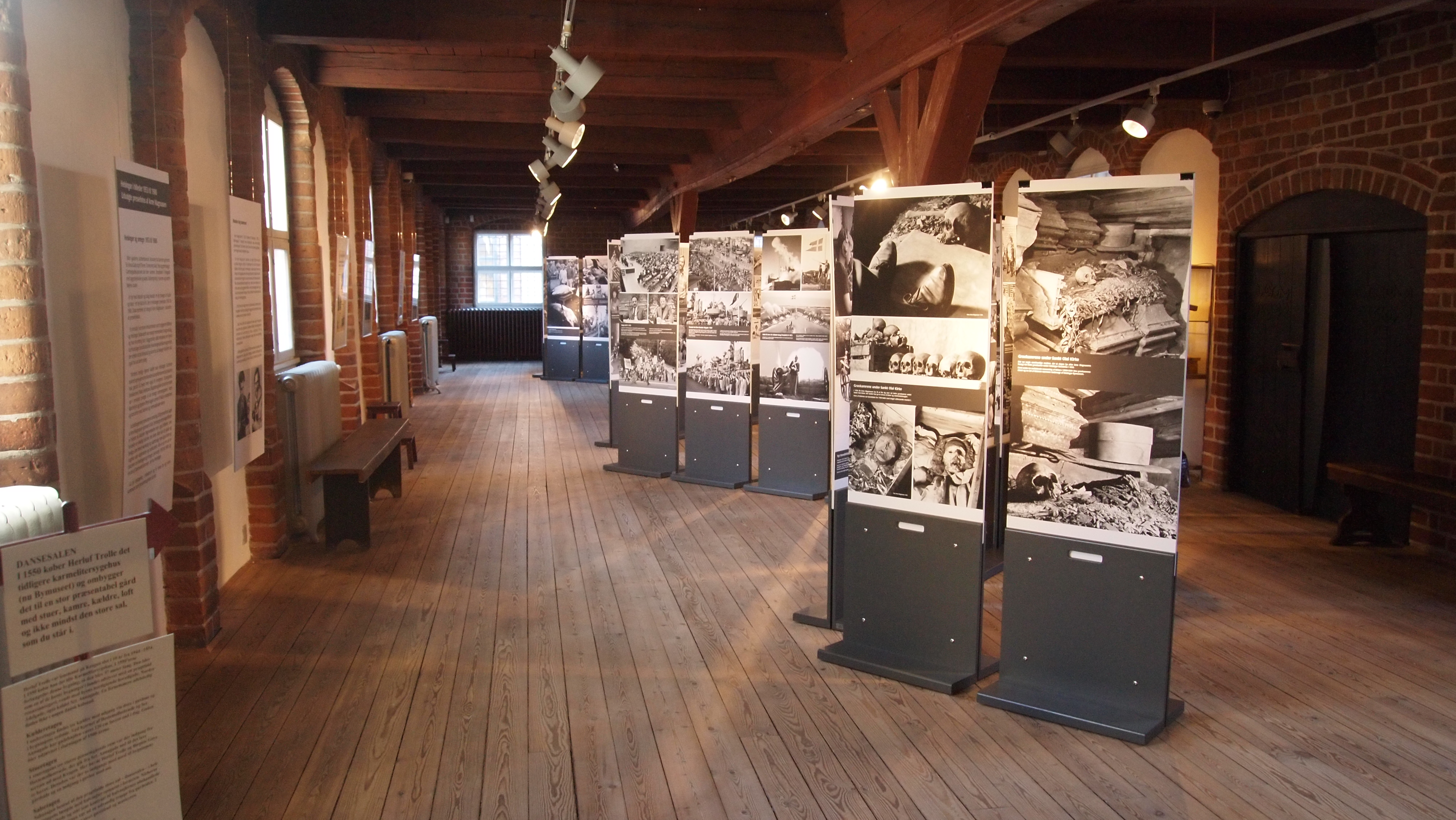
Dansesalen